# Alexandra Marinescu
Alexandra Marinescu, anche soprannominata Alex (Bucarest, 19 marzo 1982), è un'ex ginnasta rumena.
Ha vinto una medaglia di bronzo olimpica, ed è stata campionessa mondiale di ginnastica artistica a squadre nel 1995 e 1997. Pur essendo nata nel 1982, il suo passaporto recita 1981 da quando venne falsificato perché secondo i suoi allenatori, e come spiegarono al padre, "era la sua unica possibilità di arrivare alle Olimpiadi".

## Carriera sportiva
Tra le junior rumene più promettenti dal 1993 al 1996, partecipa nel 1994 e nel 1996 ai Campionati europei juniores di Stoccolma e Birmingham, rispettivamente. In entrambe le edizioni vince i titoli all-around e della trave, nonché il bronzo al corpo libero. Nel 1996 riesce inoltre a vincere un argento alle parallele.
Nel 1995 gareggia tra le senior, guadagnandosi un posto nella squadra rumena per i Mondiali di Sabae, dove le ragazze allenate da Octavian Belu e Mariana Bitang riescono a difendere il titolo vinto l'anno prima a Dortmund. Individualmente la Marinescu si piazza quarta alle parallele e alla trave.
Nel 1996, forte di un argento alla trave ai Mondiali di San Juan viene convocata per le Olimpiadi di Atlanta, dove la squadra rumena porta a casa quello che per loro è un deludente terzo posto. Alexandra si qualifica alla finale all-around, ma viene rimpiazzata con Simona Amânar da Belu. I motivi sui quali si è speculato in merito alla scelta dell'allenatore sono diversi. La Marinescu conclude un'Olimpiade mediocre cadendo due volte nella finale a trave per la quale non si era qualificata (Lavinia Miloșovici le cedette il suo posto) e finendo all'ottavo posto.
A Losanna, nel 1997, la squadra rumena si conferma di nuovo la migliore al mondo, e di nuovo la Marinescu si qualifica per l'all-around, salvo essere poi di nuovo sostituita dalla Amanar. Alexandra si piazza sesta alle parallele.
Si ritira l'anno seguente a causa di scoliosi.

## Dopo il 1998
La Marinescu ha più volte criticato e incolpato per la sua scoliosi gli allenatori della nazionale rumena.
Nel 2002 pubblicò, in collaborazione con l'autore rumeno Andrei Norescu, un libro chiamato "Secrets of a gymnast" ("Segreti di una ginnasta"). Scritto sotto forma di intervista, la Marinescu racconta in esso episodi della sua carriera, molti di essi legati ad abusi subiti dagli allenatori. Il libro fece discutere, e la Marinescu non fu immune ad accuse secondo le quali la maggior parte del materiale sarebbe inventato.
Oggi la Marinescu lavora come DJ a Bucarest.